# Kremlin.ru
Kremlin.ru — официальное интернет-представительство президента России. С 13 мая 2010 года сайт также зарегистрирован в доменной зоне .рф по адресу http://президент.рф (перенаправление).

## Описание
На официальном сайте Президента России публикуются новости о деятельности главы государства, стенограммы, фотографии, видео– и аудиозаписи мероприятий с его участием, тексты подписываемых Президентом документов, информация о поездках и визитах, телеграммы, другая текущая информация, связанная с работой Президента и Администрации Президента Российской Федерации.
После существенной реструктуризации, с 1 сентября 2009 года сайт работает в новом формате: тематические разделы перенесены в отдельные домены, входящие в единую доменную зону kremlin.ru, включающую в себя:
- Мобильную и wap-версию — pda.kremlin.ru
- Англоязычная версия официального сайта — eng.kremlin.ru
- Сайт «Президент России / Государство» — state.kremlin.ru
- Сервис отправки сообщений («Письма президенту») — letters.kremlin.ru
- Персональный сайт Владимира Путина — putin.kremlin.ru
- Детский сайт («Президент России — гражданам школьного возраста») — kids.kremlin.ru
- Сайт «Открытие Кремля. Виртуальные туры» — tours.kremlin.ru
- Конституция России — constitution.kremlin.ru с официальными русским и английским[5] текстом Конституции РФ.
- Государственная символика — flag.kremlin.ru
- Версия сайта kremlin.ru для слабовидящих, в соответствии с требованиями ГОСТ 52872-2007 — special.kremlin.ru

За момент работы сайта (с 2000 года) его использовали: Владимир Путин (2000—2008, 2012—настоящее время) и Дмитрий Медведев (2008—2012)
Главные содержательные нововведения, появившиеся на обновленном сайте:
- Тематическое разделение материалов. Все материалы проходят через фильтр ключевых слов (тэгов), просмотреть которые можно, кликнув на «Темы» в шапке либо внизу каждой страницы. Избранные материалы попадают в «Повестку дня» — подборки по наиболее актуальным и приоритетным направлениям работы главы государства.
- Географический срез деятельности президента России (сайт «Россия») реализован через карту новостей («В России» / «В мире»). На карте отображаются последние новости, связанные с отдельными российскими регионами или странами мира. По клику открываются архивные ленты материалов по соответствующему региону / стране.
- Страницы государственных институтов, консультативных и совещательных органов при президенте отныне составляют институциональный сайт «Государство». Будучи во многом аналогом раздела «Институты» на прежней версии сайта, сайт «Государство», вместе с тем, теперь станет обновляемым источником информации о том, что происходит в Администрации президента, в комиссиях и советах при президенте.
- В разделе «Документы», наряду с ранее существовавшей базой документов в графическом формате (электронные копии бумажных документов), появилась база тех же документов в текстовом формате (html, rtf). Тексты документов в этой базе содержат гиперссылки на документы, связанные с данным документом; в них показаны изменения и дополнения, вносимые в ранее принятые документы; в ранее принятых документах показаны изменения и дополнения, внесенные в них позднее. Сопровождение базы документов в графическом формате осуществляется в сотрудничестве с компанией «Консультант-Плюс». Сопровождение базы документов в текстовом формате осуществляется в сотрудничестве с компанией «Гарант». Обращаем внимание, что, согласно Федеральному закону № 5-ФЗ от 14 июня 1994 года, Федеральному закону № 185-ФЗ от 22 октября 1999 года официальным опубликованием федерального конституционного закона, федерального закона считается первая публикация его полного текста в «Парламентской газете», «Российской газете», или «Собрании законодательства Российской Федерации». Публикация нормативно-правовых документов на сайте www.kremlin.ru носит справочный характер. Публикации в разделе «Документы» сайта выполняют информационную функцию и не порождают правовых последствий.

Основные технические новации:
- Социализация сайта реализована через возможность добавления материалов в различные социальные сети и сервисы закладок.
- Новый видеоплеер формата 16×9 создан для размещения видеороликов в формате HD (high definition). В плеере проигрывается видео и традиционного формата 3×4. Плеер с записью можно вставлять в блоги.
- Главный аудиоплеер также можно вставлять в блоги. Имеется и версия миниплеера — он есть также и во всех материалах сайта, к которым подвязаны звуковые файлы.
- Мобильная версия портала для телефонов и смартфонов транслирует новости, стенограммы, фотоснимки.
- Сервис SMS-alert позволяет подписчику получать на мобильное устройство заголовки наиболее важных новостей в момент их публикации на сайте, а также сообщения о значимых обновлениях (например, о факте публикации полного текста стенограммы).
- Специальная версия для слабовидящих разработана в соответствии с национальным стандартом ГОСТ Р 52872-2007 «Интернет-ресурсы. Требования доступности для инвалидов по зрению» и с учётом опыта аналогичных зарубежных решений.

Как отмечает редакция сайта при разработке сайта в целом учитывались предложения пользователей по оптимизации и упрощению структуры ресурса. Дизайнерские решения направлены на то, чтобы облегчить навигацию по порталу, сделать её более интуитивной.

## История
Сайт президента России открылся в 2000 году. В течение 2001—2002 гг. интернет-представительство президента подверглось глубокой модернизации, результатом которой явилась вторая версия, открытая 20 июня 2002 года. 20 июня 2003 года пользователи во всем мире получили доступ к англоязычной версии сайта президента России. Третья версия открылась 20 июня 2004 года, она разработана в 2004 году, в течение трех месяцев после выборов президента России.
Четвёртая версия открылась 31 августа 2009 года. Англоязычная версия обновилась 3 июня 2010 года.
13 мая 2010 года сайт президента России стал одним из трёх первых заработавших сайтов в домене .рф.
В 2013 году сайт был заблокирован в Туркменистане.
Пятая, текущая версия появилась 8 апреля 2015 года. В обновленной версии все материалы начиная с января 2000 года проиндексированы поиском и доступны на текущем ресурсе. 
С 24 февраля 2022 года Kremlin.ru периодически был недоступен из-за DDoS-атак вместе с несколькими другими российскими правительственными веб-сайтами (например, Mil.ru).

## Лицензирование
Все материалы сайта (фото, тексты, видео, аудио и т. д.) распространяются по лицензии Creative Commons Attribution 4.0 International (CC-BY 4.0). При этом настоящие правила использования материалов сайта не распространяются на фотографии РИА Новости, правообладателем которых является МИА «Россия сегодня», а также фотографии, правообладателем которых является информационное агентство ТАСС, размещённые на Kremlin.ru с указанием названия агентства и автора. Произведения, опубликованные до 8 апреля 2014 года, распространяются также на условиях Creative Commons Attribution 3.0 Unported (CC-BY 3.0).